# -logie
Das Suffix -logie (griechisch -λογία -logía und lateinisch -logia; von altgriechisch λόγος lógos „Wort, Gegenstand der Rede, richtige Einsicht, Vernunft“, speziell „[philosophischer] Lehrsatz“ bzw. im Plural wie lateinisch litterae in der Bedeutung „Wissenschaften“) bezeichnet seit dem frühen 16. Jahrhundert, als es im abendländischen Humanismus gehäuft zur Benennung einer wissenschaftlichen Disziplin verwendet wurde, in der Regel die Wissenschaft eines bestimmten (Fach-)Gebietes. Einige der mit -logie gebildeten Wörter stammen tatsächlich (als Ganzes) aus der Antike, z. B. Etymologie (griechisch ἐτυμολογία etymología „Ableitung eines Wortes aus seiner Wurzel und Nachweisung seiner eigentlichen, wahren Bedeutung“, lateinisch etymologia „Ableitung und Erklärung eines Worts aus seinem Wortstamm“). Die meisten dieser Wörter wurden jedoch erst in der Neuzeit nach demselben Muster gebildet, z. B. Klimatologie.
Die folgende Liste verzeichnet ausschließlich Wörter, in denen -logie die Bedeutung „Wissenschaft“ oder „Lehre“ hat. Es gibt jedoch Ausnahmen – unter anderem in folgenden Wörtern hat -logie nicht die Bedeutung „Wissenschaft“:
- Antilogie, Apologie, Doxologie, Eulogie, Haplologie, Tautologie (bestimmte Formen der „Rede“).
- Trilogie, Tetralogie usw. (Bezeichnungen für Werkzyklen; hier abgeleitet von altgriechisch λογία logía „Sammlung“).[5]
- Weitere: Analogie, Anthologie, Homologie.

Beziehung -logie und -nomie
Das Suffix -nomie (von νόμος nómos „Gesetz, Sitte, Brauch“) bezeichnet ebenso wie -logie oft eine Wissenschaft oder Lehre. Jedoch haben analoge Wortbildungen mit -logie und -nomie jeweils verschiedene Bedeutungen. Beispiele:
- Ökologie (Teilgebiet der Biologie) vs. Ökonomie (Wirtschaftswissenschaft)
- Gastrologie (Teilgebiet der Inneren Medizin) vs. Gastronomie (Teilbereich des Gastgewerbes)

Während das Suffix -logie meist auf eine theoretische Wissenschaft hinweist, werden mit -nomie eher praxis- bzw. anwendungsbezogene Bereiche benannt. Eine historisch bedingte Ausnahme ist Astrologie (Sterndeutung, nichtwissenschaftlich) vs. Astronomie (Sternkunde, wissenschaftlich; ging aus der Astrologie hervor).

## A
- Ägyptologie befasst sich mit dem alten Ägypten
- Aerologie – Höhenwetterkunde
- Ätiologie – Lehre von den Ursachen
- Albanologie befasst sich mit Albanien
- Algesiologie – Schmerztherapie
- Algologie (Algen) – als Synonym auch Phykologie – wird gebraucht für die wissenschaftliche Beschäftigung mit Algen oder als Algologie (Medizin) für Phänomene des Schmerzes
- Alkohologie – Teilgebiet der Rechtsmedizin zum Alkoholkonsum
- Allergologie befasst sich mit Allergien
- Anästhesiologie – Schmerzbehandlung- und Narkose-Wissenschaft
- Andrologie – befasst sich mit der Physiologie und Pathologie der männlichen Fortpflanzungsfunktionen
- Angelologie befasst sich mit Engeln
- Angiologie befasst sich mit den Blutgefäßen
- Anthropologie – über den Menschen
- Arachnologie befasst sich mit Spinnentieren
- Archäologie – Altertumskunde
- Aretalogie – Tugendlehre
- Arthrologie befasst sich mit den Gelenken
- Assyriologie befasst sich mit dem Volk und der Sprache der Assyrer
- Astrologie befasst sich mit Sterndeutung und Horoskopen
- Auxologie – Lehre vom menschlichen Körperwachstum
- Axiologie – Lehre von den Werten

## B
- Bakteriologie befasst sich mit Bakterien
- Balkanologie befasst sich mit dem Balkan
- Balneologie befasst sich mit Bädern und Badekultur
- Baraminologie – Theorie des Kreationismus
- Batologie befasst sich mit den Brombeeren und Himbeeren
- Biologie befasst sich mit dem Leben und Lebewesen
- Biogerontologie befasst sich mit den biologischen Aspekten des Alterns
- Bryologie befasst sich mit den Moosen

## C
- Campanologie – Glockenkunde
- Cetologie – Walforschung
- Charakterologie forscht über den Charakter
- Chasmologie – Wissenschaft vom Gähnen
- Chirologie befasst sich mit Handlinien
- Christologie befasst sich mit Jesus Christus
- Chorologie – Raum- oder Ortswissenschaft, Arealkunde
- Chronologie – Abfolge von Ereignissen
- Conchologie – Schalenkunde, befasst sich mit Schalenweichtieren
- Cytologie – Zellbiologie

## D
- Dämonologie – Theorie von den Dämonen
- Dendrochronologie – Altersbestimmung mithilfe von Baumringen
- Dendrologie – Wissenschaft von den Bäumen
- Dermatologie befasst sich mit Hautkrankheiten
- Desmologie – Lehre von den Bändern, Verbänden und Bandagen
- Diabetologie – Diabetes-Heilkunde
- Dialektologie befasst sich mit den Dialekten
- Dianoiologie – Philosophie: Denkvermögen
- Dipterologie befasst sich mit den Zweiflüglern
- Dromologie – Gesellschaftstheorie unter spezieller Berücksichtigung der Geschwindigkeit

## E
- Ekklesiologie – Lehre von der Kirche
- Embryologie – Embryonenforschung
- Endodontologie – Lehre vom Inneren des Zahns (Wurzelkanalbehandlung)
- Endokrinologie – Lehre von den Hormonen
- Entomologie befasst sich mit Insekten
- Enzymologie befasst sich mit Enzymen
- Encephologie – Gehirnforschung
- Epidemiologie befasst sich mit Epidemien
- Epistemologie – Philosophie: Wissenschaftstheorie, Erkenntnistheorie
- Eschatologie – Lehre von den Letzten Dingen
- Eskimologie befasst sich mit den Eskimos
- Esperantologie ist die Philologie des Esperanto
- Ethnologie – Völkerkunde
- Ethologie – Verhaltensforschung
- Etruskologie – Lehre von Etrurien und seinen Bewohnern
- Etymologie befasst sich mit der Herkunft von Wörtern

## F
- Fukologie befasst sich mit Algen
- Futurologie – Zukunftsforschung
- Flussmorphologie befasst sich mit der Entstehung und den Verläufen von Flüssen

## G
- Galaktologie beschäftigt sich mit der Milch
- Garbologie –  Wissenschaft vom Müll bzw. das archäologische Studium von Müll
- Gastroenterologie – Magen-Darm-Heilkunde
- Gastrologie – Magen-Heilkunde
- Gelotologie – Wissenschaft der Auswirkungen des Lachens
- Gemmologie – Edelsteinkunde
- Genealogie – Geschlechterkunde, Familien-, Ahnenforschung
- Genökologie – Lehre der Beziehungen zwischen Genetik und Ökologie
- Geobiologie – Wissenschaft über die Beziehungen zwischen Mensch und Erdsphären
- Geochronologie – Altersbestimmung von Gesteinen
- Geohydrologie – Hydrogeologie
- Geologie – Wissenschaft von Aufbau, Zusammensetzung und Struktur der Erdkruste
- Geomorphologie befasst sich mit den Formen der Erdoberfläche
- Geoparasitologie befasst sich mit dem Auftreten von Parasiten unter geographischen Bedingungen
- Geopsychologie befasst sich mit dem Einfluss klimatischer und meteorologischer Bedingungen auf die Psyche
- Geozoologie befasst sich mit der Verbreitung von Tieren
- Gerontologie – Altersforschung
- Glaziologie befasst sich mit den Formen, dem Auftreten und den Eigenschaften von Eis und Schnee
- Glossologie, Glottologie – Sprachwissenschaft
- Gnathologie beschäftigt sich mit den Vorgängen beim Kauen
- Gnomologie beschäftigt sich mit dem Sammeln von Weisheitssprüchen
- Gnoseologie – Erkenntnistheorie
- Gnostologie – Gnostik
- Gnotobiologie befasst sich mit der keimfreien Aufzucht von Tieren für die Immunologie
- Gradologie befasst sich mit dem Massenwechsel von Tierarten
- Grammatologie befasst sich mit der Schrift
- Grapheologie befasst sich mit Schreibsystemen
- Graphologie befasst sich mit Handschriften und deren Deutung
- Gymnologie befasst sich wissenschaftlich mit Körperübungen
- Gynäkologie – Frauenheilkunde

## H
- Hämatologie – Lehre von den Krankheiten des Blutes
- Hämostaseologie befasst sich mit Blutgerinnung und Blutstillung
- Hagiologie befasst sich mit den Heiligen
- Heliobiologie befasst sich mit dem Einfluss der Sonne auf die Biosphäre
- Helminthologie befasst sich mit Eingeweidewürmern
- Heortologie befasst sich mit Festen und Feiertagen
- Hepatologie – Leberheilkunde
- Herpetologie befasst sich mit Reptilien und Amphibien
- Hethitologie befasst sich mit Sprache und Kultur der Hethiter
- Hippologie befasst sich mit Pferden
- Hirudineologie befasst sich mit Sauegeln (Hirudienen)
- Histologie befasst sich mit biologischen Geweben
- Hortologie befasst sich mit dem Gartenbau
- Hungarologie befasst sich mit Ungarn
- Hydrangiologie befasst sich mit den Lymphgefäßen
- Hydrobiologie befasst sich mit den Lebewesen des Wassers
- Hydrogeologie befasst sich mit dem Wasserhaushalt des Bodens
- Hydrologie befasst sich mit Gewässern
- Hymnologie beschäftigt sich mit (christlichen) Hymnen
- Hypnologie beschäftigt sich mit dem Schlaf
- Hypsologie befasst sich mit dem Erhabenen
- Hysterologie – Gebärmutter-Heilkunde

## I
- Iatrologie – Lehre von der ärztlichen Heilkunst
- Ichnologie befasst sich mit den Spuren von Lebewesen
- Ichthyologie – Fischkunde
- Ideologie – weltanschauliche Konzeption (ursprüngliche Bedeutung: Ideenlehre)
- Ikonologie befasst sich mit dem Sinngehalt von Bildwerken
- Immunologie beschäftigt sich mit der Immunität gegen Krankheiten
- Implantologie – Teilgebiet der Zahnheilkunde, das sich mit dem Einsetzen von Zahnimplantaten in den Kieferknochen befasst
- Indologie befasst sich mit den indischen Sprachen und Kulturen
- Infektiologie – Teilgebiet der Medizin, welches sich mit Infektionserkrankungen befasst
- Insektologie – veraltet für: Entomologie
- Iridologie – Augendiagnose

## J
- Japanologie – Japanstudien
- Japhetitologie – Theorie einer vorindogermanischen, „japhetitischen“ Sprachfamilie

## K
- Kaliologie befasst sich mit Vogelnestern
- Kallologie beschäftigt sich mit dem Schönen
- Kardiologie – Herzforschung
- Kariologie erforscht die Zahnkaries
- Karpologie befasst sich mit Früchten der Pflanzen
- Karstologie befasst sich mit dem Karst
- Karyologie befasst sich mit dem Zellkern
- Karzinologie:
  - Wissenschaft von den Krebserkrankungen, siehe Onkologie
  - Wissenschaft über die Krebstiere
- Kaukasiologie befasst sich mit Kaukasien
- Keltologie befasst sich mit den keltischen Sprachen
- Killologie – Wissenschaft vom Töten
- Kinesiologie – Lehre von der Energie und Bewegung im Menschen
- Klimatologie – Klimaforschung
- Kodikologie – Handschriftenkunde
- Koleopterologie befasst sich mit Käfern
- Kontaktologie befasst sich mit der richtigen Anpassung von Kontaktlinsen
- Koprologie befasst sich mit Exkrementen
- Koptologie befasst sich mit Sprache und Kultur der Kopten
- Koralliologie beschäftigt sich mit Korallen
- Kosmetologie befasst sich mit der Körperpflege
- Kosmologie – Erforschung des Kosmos
- Kraniologie befasst sich mit dem Schädel
- Krenologie befasst sich mit Heilquellen
- Krimatologie – Lehre von den logischen Folgerungen
- Kriminologie befasst sich mit Verbrechen
- Kryopedologie befasst sich mit Frostböden
- Kryptologie befasst sich mit Verschlüsselung
- Kryptozoologie – Parawissenschaft, die sich mit der Erforschung von Fabelwesen (Kryptiden) beschäftigt
- Kurdologie befasst sich mit den Kurden
- Kynologie ist die Wissenschaft von den hundeartigen Lebewesen

## L
- Lapsologie befasst sich mit Fehlern beim Sprachlernen
- Laryngologie befasst sich mit dem Kehlkopf
- Legographologie – Fähigkeit, lesen und schreiben zu können
- Legologie – Fähigkeit des Lesens
- Lepidologie befasst sich mit den Fischschuppen
- Lepidopterologie befasst sich mit Schmetterlingen
- Lexikologie beschäftigt sich mit Wörtern
- Lichenologie befasst sich mit den Flechten
- Librettologie befasst sich mit dem Libretto
- Limakologie befasst sich mit Schnecken
- Limnologie – Wissenschaft von den Binnengewässern
- Lithologie befasst sich mit Gesteinen
- Ludologie – Lehre vom Spiel
- Lymphologie befasst sich mit den Lymphgefäßen
- Lychnologie befasst sich mit den künstlichen Leuchtmitteln in der Archäologie

## M
- Malaiologie befasst sich mit der malaiischen Sprache und Kultur
- Malakologie – Weichtierkunde
- Malarialogie befasst sich mit der Malaria
- Mammalogie befasst sich mit den Säugetieren
- Mariologie befasst sich mit Maria, der Mutter Jesu
- Marxologie befasst sich mit dem Marxismus
- Mechanologie – Lehre vom Maschinenbau
- Mediologie – Wissenschaftstheorie
- Mesologie – Milieulehre oder Umweltwissenschaft (Ökologie)
- Meteorologie – Wetterkunde
- Methodologie – Methodenlehre
- Metrologie – Lehre von den Maßen und Gewichten
- Mineralogie – Mineralienkunde
- Misologie – Abneigung gegen vernünftiges, logisches Auseinandersetzen
- Molinologie – Mühlenkunde
- Monadologie – Lehre von den Monaden
- Morphologie – Formenlehre
- Motologie – Lehre von der menschlichen Motorik
- Musikologie oder Musikwissenschaft befasst sich mit der Musik
- Mykologie (Myzetologie) befasst sich mit Pilzen
- Myologie befasst sich mit Muskeln
- Myrmekologie befasst sich mit Ameisen
- Mythologie befasst sich mit Mythen und Sagen

## N
- Narkologie – Anästhesiologie
- Narratologie – die 'Wissenschaft vom Erzählen', Erzähltheorie
- Neonatologie – Neugeborenenmedizin
- Nekrologie – Todesursachen-Statistik und -Wissenschaft
- Nephologie befasst sich mit den Wolken
- Nephrologie befasst sich mit den Nieren
- Neurologie befasst sich mit dem Nervensystem
- Neuropathologie – Lehre von den Krankheiten des Nervensystems
- Nomologie befasst sich mit Gesetzen bzw. Denkgesetzen (Philosophie)
- Noologie befasst sich mit dem, was man wissen kann
- Nosologie befasst sich mit der Systematik von Krankheiten
- Notiologie beschäftigt sich mit der Luftfeuchtigkeit
- Nubiologie – Archäologie des Sudan
- Numerologie – Zahlenlehre

## O
- Odonatologie – Teilgebiet der Entomologie; erforscht Libellen
- Odontologie – Zahnheilkunde
- Odorologie befasst sich in der Kriminalistik mit dem Identifizieren von Personen durch deren Geruch
- Ökologie befasst sich mit der Umwelt und deren Schutz
- Ökotrophologie – Ernährungslehre
- Önologie – Lehre vom Weinbau
- Oneirologie – Traumdeutung
- Onkologie – Krebsforschung
- Onomasiologie – Bezeichnungslehre, Onomastik
- Onomatologie – Namenkunde/Onomastik
- Ontologie – Teilgebiet der Philosophie, befasst sich mit dem Sein
- Oologie – Teilgebiet der Zoologie; erforscht Vogeleier
- Ophthalmologie befasst sich mit dem menschlichen Auge
- Organologie befasst sich
  - mit den Organen
  - mit Orgeln
- Ornithologie befasst sich mit den Vögeln
- Orologie – vergleichende Gebirgskunde
- Orthologie – Wissenschaft vom Normalzustand des Organismus
- Osmologie/Osphresiologie – Lehre vom Geruchssinn
- Osteologie – Knochenlehre
- Otologie befasst sich mit dem Ohr
- Otorhinolaryngologie ist Hals-Nasen-Ohren-Heilkunde
- Ozeanologie befasst sich mit den Ozeanen

## P
- Pädaudiologie beschäftigt sich mit Hörstörungen bei Kindern
- Paläoanthropologie – Wissenschaft vom vorgeschichtlichen Menschen
- Paläobiologie erforscht fossile Organismen
- Paläogeomorphologie befasst sich mit alten Landschaften
- Paläohistologie erforscht das Gewebe der fossilen Lebewesen
- Paläoklimatologie – Wissenschaft von den klimatischen Bedingungen und Abläufen der Erdgeschichte
- Paläolimnologie erforscht die Geschichte von Binnengewässern
- Paläontologie erforscht die Urzeit
- Paläornithologie befasst sich mit den fossilen Vögeln
- Paläozoologie – Wissenschaft von den fossilen Tieren
- Palichnologie – Wissenschaft von den Spurenfossilien
- Palökologie erforscht die Organismus-Umwelt-Beziehungen in der Erdgeschichte
- Palynologie – Lehre von den Pollen
- Papyrologie – als historische Hilfswissenschaft erforscht sie die Papyri verschiedener Kulturen
- Parapsychologie – Teilbereich der Para- oder Grenzwissenschaft
- Parodontologie – die Lehre vom Zahnhalteapparat
- Pathologie – Lehre von den Krankheiten und ihren körperlichen Ursachen
- Patrologie befasst sich mit den Kirchenvätern
- Petrologie – Gesteinskunde
- Phänologie befasst sich mit den Jahreszeiten in der Natur
- Phänomenologie – Teilgebiet der Philosophie
- Pharmakologie befasst sich mit Heilmitteln
- Pharyngologie – Rachen-Heilkunde
- Philologie befasst sich mit Sprachen
- Phlebologie – Venen-Heilkunde
- Phonologie befasst sich mit Lauten
- Phraseologie befasst sich mit Redewendungen
- Phrenologie – Wissenschaft, die an Schädelformen geistig-seelische Veranlagungen erforschen wollte
- Phthisiologie – Heilkunde der Tuberkulose
- Phykologie befasst sich mit Algen
- Physiologie – Lehre der natürlichen Lebensvorgänge
- Phytologie – Pflanzenkunde, Botanik
- Phytopathologie – Lehre von den Pflanzenkrankheiten
- Planetologie befasst sich mit Planetensystemen
- Pneumatologie befasst sich mit dem Heiligen Geist
- Pneumologie befasst sich mit Lungenkrankheiten
- Podologie befasst sich mit Füßen
- Pönologie – Wissenschaft von den Strafen
- Polemologie – Soziologie des Krieges
- Politologie – Politikwissenschaft
- Pomologie befasst sich mit Obstsorten und Obstanbau
- Potologie – Lehre von den Getränken
- Praxeologie – Lehre vom menschlichen Handeln
- Primatologie befasst sich mit Primaten
- Promenadologie – Spaziergangswissenschaft
- Proktologie – Mastdarm-Heilkunde
- Protologie – Lehre vom Ursprung oder von den Urprinzipien
- Psychologie befasst sich mit der menschlichen Psyche
- Pteridologie – die wissenschaftliche Beschäftigung mit den Farnpflanzen
- Pulmologie befasst sich mit Lungenkrankheiten

## R
- Radiologie – Strahlenforschung
- Rheologie befasst sich mit dem dynamisch-mechanischen Verhaltens von Substanzen – Teilgebiet der Physik
- Rheumatologie – Rheuma-Heilkunde
- Rhinologie befasst sich mit der Nase
- Rhythmologie beschäftigt sich mit Herzrhythmusstörungen
- Röntgenologie befasst sich mit Röntgenstrahlung
- Runologie – Runenforschung

## S
- Scalalogie – Treppenkunde
- Sedimentologie befasst sich mit Sedimenten
- Seismologie – Erdbebenforschung
- Selenogeologie befasst sich mit der Zusammensetzung des Mondes
- Selenologie befasst sich mit dem Mond
- Semasiologie – Lehre von den Wortbedeutungen
- Semiologie:
  - Lehre von den Zeichen* (Philosophie, Sprachwissenschaft)
  - Symptomatologie
- Senologie befasst sich mit den Brustdrüsen
- Serologie befasst sich mit Erkrankungen des Blutserums
- Sexologie befasst sich mit der Sexualität
- Siderologie befasst sich mit dem Metall Eisen
- Sinologie – Chinakunde
- Skatologie befasst sich mit Kot
- Sklerochronologie – Verfahren zur Altersbestimmung
- Somatologie – Lehre von den Eigenschaften des menschlichen Körpers
- Sophiologie – Weisheitslehre russischer Religionsphilosophen, deren Hauptvertreter Wladimir Sergejewitsch Solowjow war.[7]
- Soteriologie befasst sich mit Jesus Christus als Erlöser
- Soziologie – Wissenschaft von der Gesellschaft
- Speläologie – Höhlenforschung
- Sphärologie, mehrdeutig: „Lehre von den Sphären“
- Splanchnologie befasst sich mit den Eingeweiden
- Spongiologie befasst sich mit Schwämmen
- Standardologie befasst sich mit den Standardsprachen
- Stereologie befasst sich mit der räumlichen Interpretation von Schnitten durch Körper
- Stichologie – Verslehre
- Stomatologie befasst sich mit der Mundhöhle
- Suizidologie befasst sich mit dem Suizid
- Symptomatologie  – eine Lehre über die Bildung des Begriffs Krankheit
- Synchorologie befasst sich mit der Verbreitung von Pflanzengesellschaften
- Syndromologie – Lehre von den Syndromen (Medizin)
- Synechologie – Lehre von Raum, Zeit, Materie als etwas Zusammenhängendem (Philosophie)
- Synökologie – Biozönologie
- Syrologie befasst sich mit den Kulturen Syriens sowie mit den syrischen Kirchen

## T
- Technologie befasst sich mit Technik
- Teleologie – philosophische Zielgerichtetheit
- Teratologie befasst sich mit körperlichen Fehlbildungen
- Terminologie:
  - der „Fachwortschatz“,
  - die wissenschaftliche Systematik für den Aufbau eines Fachwortschatzes
- Thanatologie befasst sich mit dem Tod
- Thaumatologie befasst sich mit Wundern (Theologie)
- Thelematologie – Willenslehre, Voluntarismus
- Thermologie befasst sich mit Wärme
- Theologie befasst sich mit Gott
- Thymologie – Lehre von den Gemütszuständen
- Tibetologie – Tibetkunde
- Topologie – Lehre von der Lage und Anordnung geometrischer Körper im Raum, Lehre von der Wortstellung im Satz
- Toxikologie befasst sich mit Giften
- Toxinologie befasst sich mit den Toxinen
- Translatologie – Übersetzungswissenschaft
- Trassologie – kriminalistische Spurenkunde, speziell im Hinblick auf Tritt- und Werkzeugspuren (sog. „trassologische Spuren“)
- Traumatologie – Wissenschaft der Wundbehandlung
- Tribologie befasst sich mit der Reibung und dem Verschleiß gegeneinander bewegter Materialien
- Trichologie befasst sich mit dem Haar
- Trophologie – Ernährungswissenschaft
- Tsiganologie – „Zigeunerkunde“
- Turkologie – Lehre von den Turksprachen

## U
- Ufologie befasst sich mit UFOs
- Urologie befasst sich mit den Harnorganen

## V
- Venerologie befasst sich mit Geschlechtskrankheiten
- Vertebratologie befasst sich mit Wirbeltieren (Vertebraten)
- Vexillologie befasst sich mit Flaggen
- Viktimologie befasst sich in der Kriminologie mit der Täter-Opfer-Beziehung
- Virologie befasst sich mit Viren
- Vulkanologie befasst sich mit Vulkanen

## X
- Xenologie – Wissenschaft von der Fremdheit
- Xylologie – Wissenschaft der physikalischen und chemischen Materialeigenschaften des Holzes

## Z
- Zezidiologie befasst sich mit Zezidien (Pflanzengallen)
- Zoologie befasst sich mit Tieren
- Zymologie befasst sich mit Gärungsvorgängen (Chemie)
- Zytologie – Lehre vom Aufbau der Zellen